# Лантан, Дариус
Дариус Лантан (англ. Darius Lantan; род. 15 февраля 1979, Розо) — ангильский футболист, вратарь клуба «Докс Юнайтед» и национальной сборной Ангильи.

## Клубная карьера
С 1993 года начал выступать за доминиканский «Поинт Мичел». С 2006 года выступает за ангильские клубы: «Аттакерс», «Сальса Боллерс» и «Докс Юнайтед».

## Карьера в сборной
В марте 2019 года стал привлекаться к играм национальной сборной Ангильи, за которую дебютировал 10 марта в товарищеском матче с Сен-Мартеном. Лантан вышел в стартовом составе и был заменён по ходу встречи. В июне 2021 года в матче отборочного турнира к чемпионату мира с Панамой пропустил 13 мячей.

## Статистика выступлений

### В сборной
| Матчи и пропущенные мячи Дариуса Лантана за национальную сборную Ангильи | Матчи и пропущенные мячи Дариуса Лантана за национальную сборную Ангильи | Матчи и пропущенные мячи Дариуса Лантана за национальную сборную Ангильи | Матчи и пропущенные мячи Дариуса Лантана за национальную сборную Ангильи | Матчи и пропущенные мячи Дариуса Лантана за национальную сборную Ангильи | Матчи и пропущенные мячи Дариуса Лантана за национальную сборную Ангильи |
| №                                                                        | Дата                                                                     | Оппонент                                                                 | Счёт                                                                     | Пропущенные голы                                                         | Соревнование                                                             |
| ------------------------------------------------------------------------ | ------------------------------------------------------------------------ | ------------------------------------------------------------------------ | ------------------------------------------------------------------------ | ------------------------------------------------------------------------ | ------------------------------------------------------------------------ |
| 1                                                                        | 10 марта 2019                                                            | Сен-Мартен                                                               | 2:1                                                                      | 1                                                                        | Товарищеский матч                                                        |
| 2                                                                        | 30 марта 2021                                                            | Барбадос                                                                 | 0:1                                                                      | 1                                                                        | Отборочные матчи ЧМ-2022                                                 |
| 3                                                                        | 2 июня 2021                                                              | Доминика                                                                 | 0:3                                                                      | 3                                                                        | Отборочные матчи ЧМ-2022                                                 |
| 4                                                                        | 5 июня 2021                                                              | Панама                                                                   | 0:13                                                                     | 13                                                                       | Отборочные матчи ЧМ-2022                                                 |

Итого: 4 матча и 18 пропущенных голов; 1 победа, 0 ничьих, 3 поражения.